# Voorvleugel

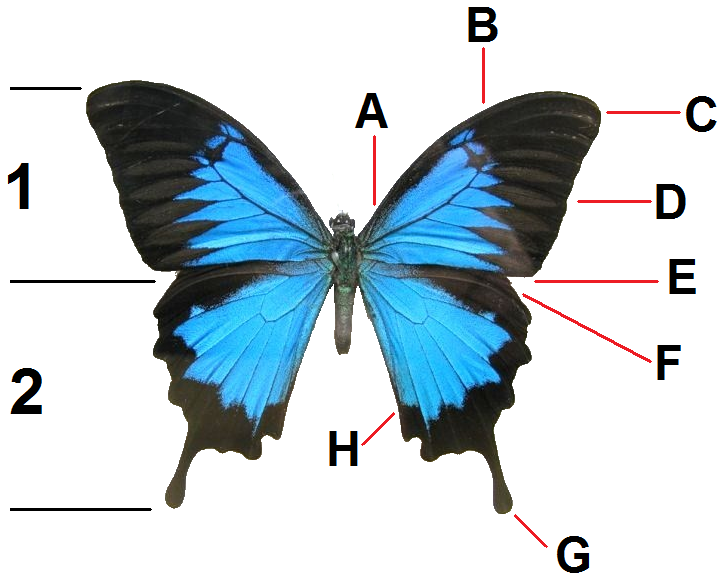
Voorvleugel (1) van een vlinder
overige termen:
A - vleugelwortel
B - costa of voorvleugelrand
C - apex of vleugeltop
D - termen, marge of buitenrand
E - tornus of binnenhoek.

De voorvleugels of hemelytra zijn bij de insecten de voorste (bovenliggende) twee van vier vleugels. Als de voor- en achtervleugel overlappen, dan ligt de voorvleugel (gedeeltelijk) over de achtervleugel. De voorvleugel is aan het lichaam gehecht aan de mesothorax, het middelste deel van het borststuk. Bij verschillende groepen, zoals kevers, wantsen en cicaden, is de voorvleugel verhard en dient slechts ter bescherming om de vliezige achtervleugels, waarmee wordt gevlogen. Veel insecten, waaronder vlinders, vliesvleugeligen, schietmotten, gaasvliegen en libellen, gebruiken vier vleugels om mee te vliegen. Insecten als de krekels en de sprinkhanen hebben wel goed ontwikkelde voorvleugels maar kunnen hier niet mee vliegen, hooguit een stukje zweven na een sprong. Bij vliegen (Diptera) zijn alleen de voorvleugels goed ontwikkeld, en worden gebruikt om mee te vliegen; de achtervleugels zijn bij die groep gereduceerd tot korte stompjes (halters).